# Friedrich Boese (Politiker, 1800)
Friedrich Leopold Hubert Heinrich Boese (* 3. April 1800 in Arnsberg; † 14. Februar 1853 in Meschede) war ein deutscher Politiker und Landrat des Kreises Meschede.

## Leben
Sein Vater war der Beamte Johann Anton Boese, zuletzt im Rang eines Regierungsrates. Die Mutter war Theodora Franziska (geborene Amecke, verwitwete Droege).
Er besuchte das Gymnasium Laurentianum in Arnsberg und studierte zwei Semester lang Philosophie, Jura und Kameralwissenschaften in Bonn. Vor allem widmete er sich aber dem Baufach und insbesondere dem Wegebau. In Bonn war er Mitbegründer des Corps Guestphalia Bonn. Bereits 1819 legte er das Examen der Feldmeßkunst ab. Ab 1820 studierte er an der königlichen Bauakademie in Berlin. Im Jahr 1823 wurde er königlicher Bauconducteur bei der Regierung in Arnsberg. Im Jahr 1828 wechselte in derselben Funktion in den Dienst der Kreise Brilon und Meschede. Im selben Jahr wurde er auch zum Wegebaumeister des Kreises Meschede ernannt. Nach seinem Entwurf wurde 1831 das neue Pfarrhaus in Eversberg gebaut. Als 1833 der Kronprinz und spätere König Friedrich Wilhelm IV. inkognito im Sauerland unterwegs war, wurde er von Boese begleitet. Er richtete dabei auch dessen Geburtstagsfest im damals höchstgelegenen Gasthaus des Sauerlandes in Küstelberg aus. Ab 1835 war er Wegebauinspektor für die Kreise Arnsberg, Erwitte, Brilon, Olpe und Siegen. Im Jahr 1836 wurde er Regierungs- und Baurat bei der Regierung in Arnsberg.
Im Jahr 1839 wurde er Landrat des Kreises Meschede. Er erwarb zu dieser Zeit das Gut Haus Niederberge. Boese hat das inzwischen verfallene Haus renoviert und die ehemalige Schlosskapelle in Wohnräume umgewandelt. Friedrich Wilhelm IV. erhob 1841 den Besitz zu einem landtagsfähigen Rittergut.
In dem Gut richtete Boese auch das Büro des Kreises ein. Er hat in seiner Zeit als Landrat Landwirtschaft und Gewerbe gefördert. Er war auch Direktor des landwirtschaftlichen und Gewerbevereins des Kreises Meschede. Auch wurde die große Ruhrstraße und andere Straßen gebaut. Daneben hat er sich vergeblich für die Erschließung des Kreises durch die Eisenbahn eingesetzt. Boese hat sich oft von der Situation in den einzelnen Gemeinden ein Bild gemacht. Er war jedes Jahr durchschnittlich 100 Tage im Kreisgebiet unterwegs. Während der Revolution von 1848 wurde er von den Einwohnern von Meschede gezwungen, das Kreisbüro wieder nach Meschede zu verlegen. Weil die Regierung zur Beruhigung der von Bauernunruhen geprägten Lage Versprechungen machte, diese aber nicht ein hielt, kam es zu Spannungen mit Boese.
Boese war dreimal verheiratet und aus den Ehen gingen dreizehn Kinder hervor. Sein Sohn H. Boese war Professor der Philosophie und Rektor des St. Xavier College in Bombay.